# Trøndelag Folkemuseum
Trøndelag Folkemuseum eller Sverresborg er et kulturhistorisk frilandsmuseum i bydelen Sverresborg i Trondheim, Norge. Museet består af en bygdafdeling og en byafdeling, kaldet Gammelby, som indeholder bygninger fra Trondheim centrum. Museet åbnede officielt i 1913, men havde samlet ældre bygninger som skulle rive sned siden 1909. I 1914 blev museet flyttet dets nuværende plads, i området omkring ruinerne af Kong Sverres borg Sion i Byåsen i Trondheim. Museumsområdet dækker omkring 15 hektar med mulighed for at udvide med yderligere 15 hektar. I 1999 blev en udstillingsbygning åbnet og i 2000 åbnede udstillingen "Livsbilder". Museet har også en stor samling af arkivmateriale og fotografier.
Museet har mere end 80 historiske bygninger, der viser trøndersk byggeskik fra forskellige tidsperioder. Den ældste bygning er Haltdalen stavkirke fra Haltdalen, som blev bygget i 1170'erne, men de fleste af husene dateres til 17- og 1800-tallet. Bygningerne er gårde, byhuse og samehytter.
Museet har ansvar for driften af Meldal Bygdemuseum, Trondhjems Sjøfartsmuseum og Norsk Døvemuseum. Trøndelag Folkemuseum er en del af Museerne i Sør-Trøndelag (MiST).
Museet var Sør-Trøndelags tusenårssted.

## Galleri
- Haltdalen stavkirke
- Lo kirke
- Bytorvet
- Trøndelag Folkemuseum